# Рыянранот
Рыянранот — небольшой остров в Восточно-Сибирском море.
Расположен у северного берега острова Айон и отделён от него мелководным проливом.
Административно относится к Чаунскому району Чукотского АО России.
Название в переводе с чукот. — «отделившаяся земля».
Северная часть острова болотиста, здесь находятся несколько мелких озёр. Южная сторона песчаная, в центре установлен навигационный маяк.
На острове расположены участки реликтовых степей, где произрастает флора, сохранившаяся с доледникового периода и более нигде не встречающаяся.
Через Рыянранот пролегает ледовая автодорога Певек—Айон.